# Philip Noel-Baker
Philip John Noel-Baker (Londra, 1º novembre 1889 – Londra, 8 ottobre 1982) è stato un mezzofondista, politico e diplomatico britannico.
È stato un mezzofondista di ottimo livello avendo vinto un argento nei 1500 metri piani alle Olimpiadi del 1920. Grazie al suo impegno in favore del disarmo mondiale, ricevette nel 1959 il Premio Nobel per la pace.

## Opere
- Philip Noel-Baker (1925). The Geneva Protocol for the Pacific Settlement of International Disputes. London: P. S. King & Son Ltd.
- Philip Noel-Baker (1926). Disarmament. London: The Hogarth Press. (Reprint 1970, New York: Kennicat Press)
- Philip Noel-Baker (1926). The League of Nations at Work. London: Nisbet.
- Philip Noel-Baker (1927). Disarmament and the Coolidge Conference. London: Leonard & Virginia Woolf.
- Philip Noel-Baker (1929). The Present Juridical Status of the British Dominions in International Law. London: Longmans.
- Philip Noel-Baker (1934). Disarmament. London: League of Nations Union.
- Philip Noel-Baker (1934). Hawkers of Death: The Private Manufacture and Trade in Arms. London: Labour Party. (28pp pamphlet)
- Philip Noel-Baker (1936). The Private Manufacture of Armaments. London: Victor Gollancz. (Reprint 1972, New York: Dover Publications)
- Philip Noel-Baker (1944). Before we go back: a pictorial record of Norway's fight against Nazism. London: H.M.S.O.
- Philip Noel-Baker (1946). U.N., the Atom, the Veto (speech at the Plenary Assembly of the United Nations 25 October 1946). London: The Labour Party.
- Philip Noel-Baker (1958). The Arms Race: A Programme for World Disarmament. London: Stevens & Sons.
- Philip Noel-Baker (1962). Nansen's Place in History. Oslo: Universitetsförlaget. (26pp pamphlet)
- Philip Noel-Baker (1963). The Way to World Disarmament-Now!. London: Union of Democratic Control.
- Philip Noel-Baker (1979). The first World Disarmament Conference, 1932-1933 and why it failed. Oxford: Pergamon.
- Rear-Admiral Sir Anthony Buzzard, Philip Noel-Baker (1959). Disarmament and Defence. United Nations [Peacefinder Pamphlet. no. 28].
- Louis Mountbatten, Philip Noel-Baker and Zuckerman, Solly (1980). Apocalypse now?. Nottingham: Spokesman Books.
- Philip Noel-Baker et al (1934). Challenge To Death. London: Constable.